# Villa Verucchio
Villa Verucchio (La Vèlla d'Vròcc in romagnolo) è una frazione del comune di Verucchio sulla riva destra del fiume Marecchia a 91 m s.l.m.

L'abitato sorge lungo il corso della Marecchiese, 4 km ai piedi del capoluogo comunale e 14 km a sud di Rimini. Conta circa 8 230 abitanti e costituisce di gran lunga il nucleo abitativo più popoloso del comune malatestiano.

## Storia
Villa Verucchio si sviluppò in epoca moderna, in qualità di avamposto commerciale di Verucchio, nel corso del XIX secolo. Il nucleo storico è costituito da alcune borgate di proporzioni alquanto ridotte, in prossimità dell'incrocio fra la Marecchiese e la Via di Mezzo. Poche decine di metri più a valle sorge l'antica stazione ferroviaria, che anche oggi rappresenta il riferimento principale per il trasporto pubblico. Sempre nelle vicinanze dell'abitato antico si trova Casa Zanni, storica locanda (dal 1919) che ha fatto di Villa Verucchio una tradizionale tappa di passaggio per commercianti, viaggiatori, escursionisti durante tutto il '900.
Villa Verucchio ha conosciuto uno sviluppo apprezzabile a partire dal dopoguerra e presenta oggi un aspetto moderno e dinamico. È fertile centro agricolo (viti, oliveti), artigianale (tipografie, oleifici) e industriale (macchinari per la lavorazione del legno, mobilifici, calzaturifici, produzione di materiali edili, laminati). Sono inoltre presenti tutti i servizi principali e un polo scolastico, tanto da aver prodotto un'inversione - negli ultimi decenni - del rapporto di attrazione col capoluogo comunale.

L'edilizia residenziale oggi ha sviluppato un'attività edilizia intensissima e risente di un processo di urbanizzazione estremamente importante. Frequente è infatti il decentramento dei nuovi nuclei familiari nella località.
Nel 2023 è stata rinvenuta quasi per caso una nicchia contenente un Cristo in pietà, iconografia del Christus patiens che è stata attribuita alla bottega di Pietro da Rimini.

## Monumenti e luoghi d'interesse

### Convento francescano dei frati minori
Nel paese sorge il convento francescano dei Frati Minori, fondato da san Francesco nel 1213 sui resti di un antico dormitorio, dove il santo si fermò discendendo la Valmarecchia dopo aver ricevuto a San Leo, da messer Orlando de' Cattani della Chiusi, la donazione del Monte della Verna. Il più antico documento che cita questo monastero è il testamento di Malatesta da Verucchio del 1311; di fatto, si tratta della più antica fondazione della Provincia Francescana di Bologna. Vicino sgorgano acque curative che la leggenda vuole fatte scaturire dal santo.
Secondo la tradizione Francesco avrebbe compiuto in zona alcuni miracoli ed avrebbe piantato il suo bordone di cipresso che lo aveva sostenuto durante il cammino. Il bastone attecchì, dando vita a uno straordinario albero. Il cipresso di San Francesco è un vero e proprio monumento (7,5 m di diametro e 25 m di altezza) che i botanici, in singolare accordo con le fonti tradizionali, ritengono vecchio di almeno 700 anni. Ben presto il piccolo dormitorio fu trasformato in convento, affiancato da una chiesa dedicata alla Santa Croce, tuttora esistente.
La chiesa ha un bel portale trecentesco. Il vasto interno neoclassico presenta un raffinato coro rinascimentale intarsiato. Sulla parete di sinistra è dipinto un affresco che rappresenta la Crocifissione appartenente alla scuola giottesca riminese (prima metà del XIV secolo). Sopra il presbiterio è appeso un Crocifisso ligneo di scuola giuntesca della fine del XIII secolo.

## Sport

### Ciclismo
Gran Premio Primavera Go&Fun
A Villa Verucchio si disputa il Gran Premio Primavera Go&Fun, noto anche come Memorial Daniela Ferrini, Marco Manfroni, Devis Mancini, corsa in linea maschile di ciclismo su strada riservata alla categoria Under 23.